# Burg Worringen
Die Burg Worringen, auch Kölner Burg genannt, ist eine abgegangene kurkölnische Burganlage am linken Rheinufer in Köln-Worringen. 
Die Gegner des Erzbistums handelten Ende Mai 1288 einen Landfriedensbund aus, zu dessen Zielen die Schleifung der 1275 erbauten Burg zählte. Vom 29. Mai bis 5. Juni wurde die Burg belagert. Westlich der Burg fand am 5. Juni 1288 die Schlacht von Worringen statt, die mit der Niederlage des Erzbischofs Siegfried von Westerburg und seiner Verbündeten den sechsjährigen Limburger Erbfolgestreit beendete. 
Im Ergebnis wurde die linksrheinische Seite entfestigt. Die Burg wurde im Oktober 1288 zerstört und nicht wiedererrichtet.